# Jiří Hájíček

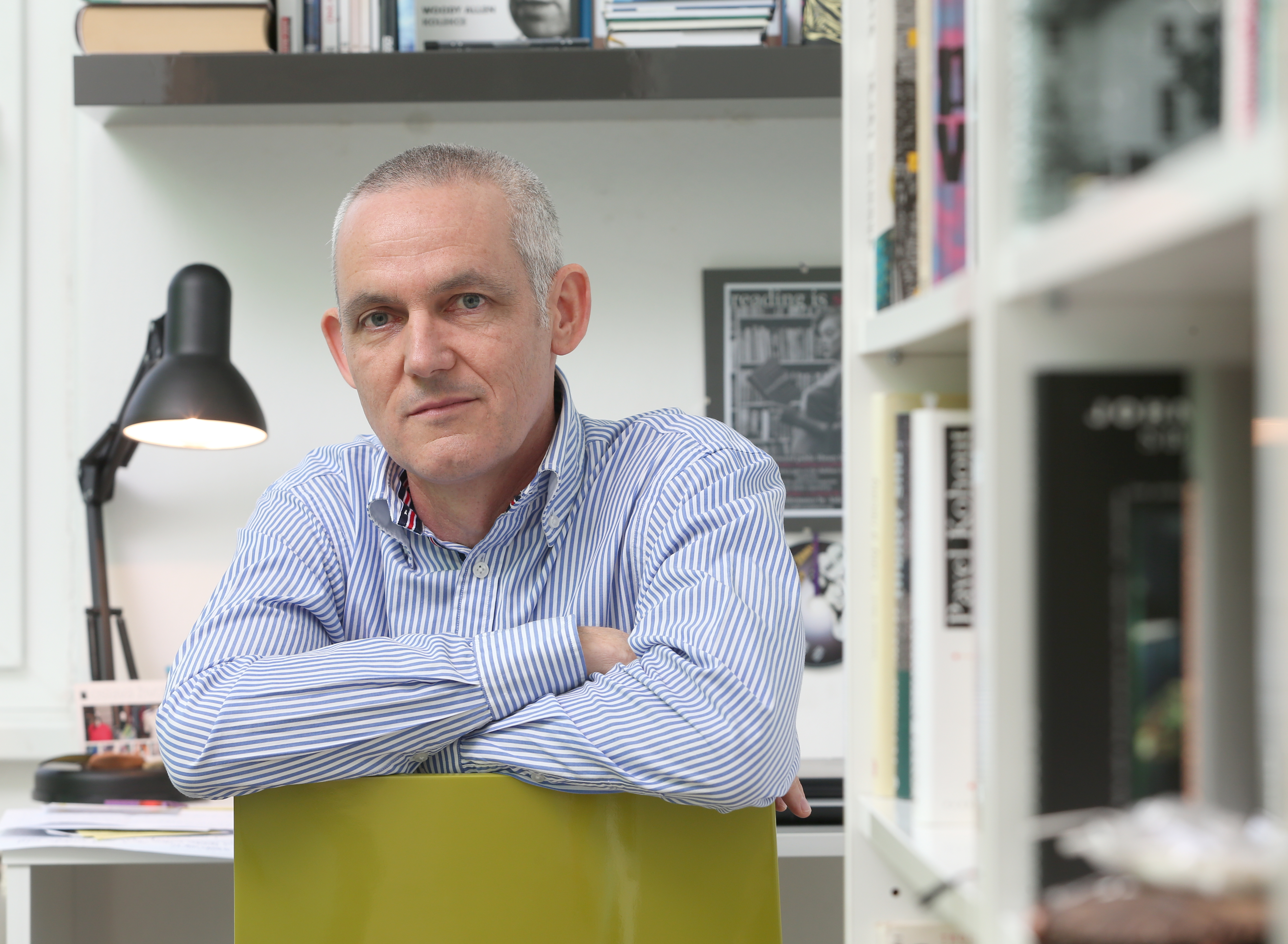
Jiří Hájíček (2015)

Jiří Hájíček (geboren 11. September 1967 in Budweis) ist ein tschechischer Schriftsteller.

## Leben
Jiří Hájíček studierte von 1985 bis 1989 Agrarwissenschaften an der Südböhmischen Universität in Budweis und arbeitete in der Agrarwirtschaft. Später wurde er Bankangestellter in Budweis.
Hajicek schreibt Romane und Erzählungen. Er gewann 2006 den Magnesia-Litera-Preis für seinen Roman Selský baroko. Der 2012 veröffentlichte Roman Rybí krev wurde 2013 zum Magnesia-Litera-Buch des Jahres erklärt. Der Roman Zloději zelených koní wurde 2016 von Dan Wlodarczyk unter demselben Titel verfilmt. 2018 lehnte Hájíček die Annahme des Tschechischen Staatspreises für Literatur aus politischen Gründen ab.

## Werke (Auswahl)
- Snídaně na refýži. Kurzgeschichten. 1998
- Zloději zelených koní. 2001
- Dobrodruzi hlavního proudu. 2002
- Dřevěný nůž. Kurzgeschichten. 2004
- Selský baroko. 2005
- Fotbalové deníky. 2007
- Rybí krev. 2012
- Vzpomínky na jednu vesnickou tancovačku. Host, 2014
  - Dann blühen die Gräser. Übersetzung Julia Miesenböck. Klagenfurt : Wieser, 2018
- Dešťová hůl. 2016
  - Der Regenstab : Roman. Übersetzung Kristina Kallert. Düsseldorf : Karl Rauch, 2019
- Lvíčata. Kurzgeschichte. 2017
- Plachetnice na vinětách. Host, 2020
  - Vignetten mit Segelschiff. Übersetzung Kristina Kallert. Düsseldorf : Karl Rauch, 2021[2]